# ماتيو بودري
ماتيو بودري (بالفرنسية: Mathieu Baudry) هو لاعب كرة قدم فرنسي في مركز الدفاع، ولد في 24 فبراير 1988 في لو هافر في فرنسا. لعب مع نادي بورنموث ونادي تروا ونادي ليتون أورينت.

## وصلات خارجية
- ماتيو بودري على موقع رابطة كرة القدم الفرنسية للمحترفين (الإنجليزية)
- ماتيو بودري على موقع قاعدة بيانات كرة القدم.إي يو (الإنجليزية)
- ماتيو بودري على موقع ليكيب (الفرنسية)
- ماتيو بودري على موقع Soccerbase.com (لاعب) (الإنجليزية)
- ماتيو بودري على موقع Soccerway.com (الإنجليزية)